# غيلبرت بيترسون
غيلبرت بيترسون هو سياسي أمريكي، ولد في 5 أغسطس 1824 في مونت موريس في الولايات المتحدة، وتوفي في 14 نوفمبر 1890 في لوكبورت في الولايات المتحدة. انتخب عضو مجلس مدينة نيويورك ‏.